# Andriej Mylnikow
Andriej Andriejewicz Mylnikow (ros. Андрей Андреевич Мыльников, ur. 22 lutego 1919 w Pokrowsku, zm. 16 maja 2012 w Petersburgu) – rosyjski malarz, grafik i pedagog, Ludowy Artysta ZSRR (1976).

## Życiorys
W latach 1938–1946 studiował w Instytucie Malarstwa, Rzeźby i Architektury w Leningradzie, którego w 1947 został wykładowcą, a w 1967 profesorem, w 1948 ukończył tam aspiranturę. W 1946 namalował swój dyplomowy obraz Kliatwa bałtijcew o wielkiej wojnie ojczyźnianej, a w 1950 obraz Na mirnych polach – oba utrzymywane w konwencji socrealizmu. W 1961 namalował portret Lenina, w 1964 stworzył mozaikę W.I. Lenin. W 1966 został akademikiem Akademii Sztuk Pięknych ZSRR (w 1991 przemianowanej na Rosyjską Akademię Sztuk Pięknych), a w 1997 wiceprezesem Rosyjskiej Akademii Sztuk Pięknych. W latach 1989–1991 sprawował mandat deputowanego ludowego ZSRR. W 1996 otrzymał honorowe obywatelstwo miasta Engels.

## Odznaczenia i nagrody
- Medal Sierp i Młot Bohatera Pracy Socjalistycznej (26 lutego 1990)
- Order Lenina (dwukrotnie – 1979 i 1990)
- Order „Za zasługi dla Ojczyzny” III klasy (22 listopada 1999)
- Order „Za zasługi dla Ojczyzny” IV klasy (14 lutego 2009)
- Order „Znak Honoru”
- Order Przyjaźni Narodów (11 czerwca 1994)
- Nagroda Leninowska (1984)
- Nagroda Państwowa ZSRR (1977)
- Nagroda Stalinowska (1951)
- Ludowy Artysta ZSRR (1976)
- Nagroda Państwowa RFSRR im. Riepina (1979)
- Złoty Medal Akademii Sztuk Pięknych ZSRR (1981)
- Srebrny Medal Ministerstwa Kultury ZSRR (1958)

I inne.